# Palazzo Mezzabarba
Palazzo Mezzabarba è un palazzo di Pavia, in Lombardia, notevole esempio di barocchetto lombardo, oggi sede del comune.

## Storia
I Mezzabarba sono un'antica e nobile famiglia decurionale di Pavia, nota fin dal XII secolo e che fu insignita del titolo comitale. Filippo III di Spagna concesse ad Alessandro Mezzabarba il feudo di Corvino, con altri luoghi. Tra i membri della famiglia ricordiamo: il giurista Giovanni Antonio, suo figlio Giovanni Domenico, ambasciatore degli ultimi Sforza alla corte degli Estensi e poi senatore  e consigliere ducale, un secondo Giovanni Antonio, gentiluomo alla corte di Carlo V, Politonio, giurista e, nel 1573, senatore. Fra gli scrittori Francesco Mezzabarba, numismatico, che pubblicò nel 1683 una grande opera sulle monete romane a cui attinse anche il Muratori, e il fratello Giovanni Antonio, abate somasco, poeta arcade.
Tra il 1726 e il 1732 gli aristocratici pavesi Girolamo e Giuseppe Mezzabarba incaricarono l'architetto pavese Giovanni Antonio Veneroni di ricostruire l'antica dimora cinquecentesca cittadina secondo i dettami dello stile rococò, allora in voga. A fianco del palazzo, Carlo Ambrogio Mezzabarba, legato pontificio in Cina, patriarca di Alessandria nel 1719 e dal 1725 vescovo di Lodi, fece poi realizzare, nel 1734, un oratorio privato, dedicato ai santi Quirico e Giulitta.
Il palazzo venne acquisito dal comune nel 1872 e nel 1875 divenne la sede dell'amministrazione comunale, prima ospitata nel Broletto.

## Descrizione
Il palazzo ha una pianta a "T", strutturata su due cortili. La facciata, sulla quale si aprono due portoni (simmetrici, di cui quello di destra finto), dotati di colonne, è arricchita da sinuose decorazioni, come le conchiglie, tipiche del repertorio barocchetto. Il fronte del palazzo, con tre piani fuori terra di pressoché pari importanza, possiede un'inquadratura che potrebbe definirsi pre-neoclassica, sulla scorta della scansione ottenuta mediante le paraste verticali, in lieve aggetto, che salgono dallo zoccolo alla cornice sottogronda; anticipando così quello che verrà in seguito preferito all'antica sovrapposizione degli ordini. Solo l'alternanza di ampiezza in senso orizzontale delle campiture così ottenute allevia tanto severa e perentoria suddivisione. Ma il contrasto maggiore si può cogliere fra la severità delle paraste e l'abbondanza degli elementi architettonico-decorativi delle finestre e ancor di più dei balconi, dove la curva e il fuori angolo assumono un aspetto plastico più che architettonico e la pietra di cui sono fatti sembra assumere natura carnale. Originariamente la piazza davanti al palazzo era molto più angusta e solo tra il 1911 e il 1936 venne allargata, dando così una visuale diversa alla facciata dell'edificio, a causa della demolizione di un gruppo di case che fronteggiavano il palazzo.
Al piano terra, un porticato (scandito da colonne in granito in coppie o in grandiosi gruppi di quattro) introduce allo scalone d'onore, dal quale si possono raggiungere i saloni del piano nobile del palazzo. Gli interni del palazzo conservano importanti affreschi settecenteschi, per lo più a tema mitologico, come quelli del salone da ballo (dove si conserva al di sotto del soffitto il ballatoio per i musici) mentre altri sono presenti nelle altre sale. Il salone da ballo (ora sala del consiglio comunale) fu interamente affrescata da Giovanni Angelo Borroni, che nel soffitto dipinse il trionfo delle arti e delle scienze sui vizi e sull'ignoranza, e adornò le pareti con le storie di Diana trattate con vivace fantasia. Dello stesso autore restano in altre sale interessanti affreschi: Iride appare in sogno a Eolo, il Carro del Sole e Agar e Ismaele. Gran parte degli affreschi presenti nelle sale furono realizzate (oltre che da Giovanni Angelo Borroni) anche da Pietro Maggi, Francesco Maria Bianchi, che dipinsero le volte degli ambienti di rappresentanza.
A Pietro Antonio Magatti furono invece commissionati due medaglie nell'attiguo oratorio, anch'esso ricco di stucchi rocaille.

## Galleria d'immagini

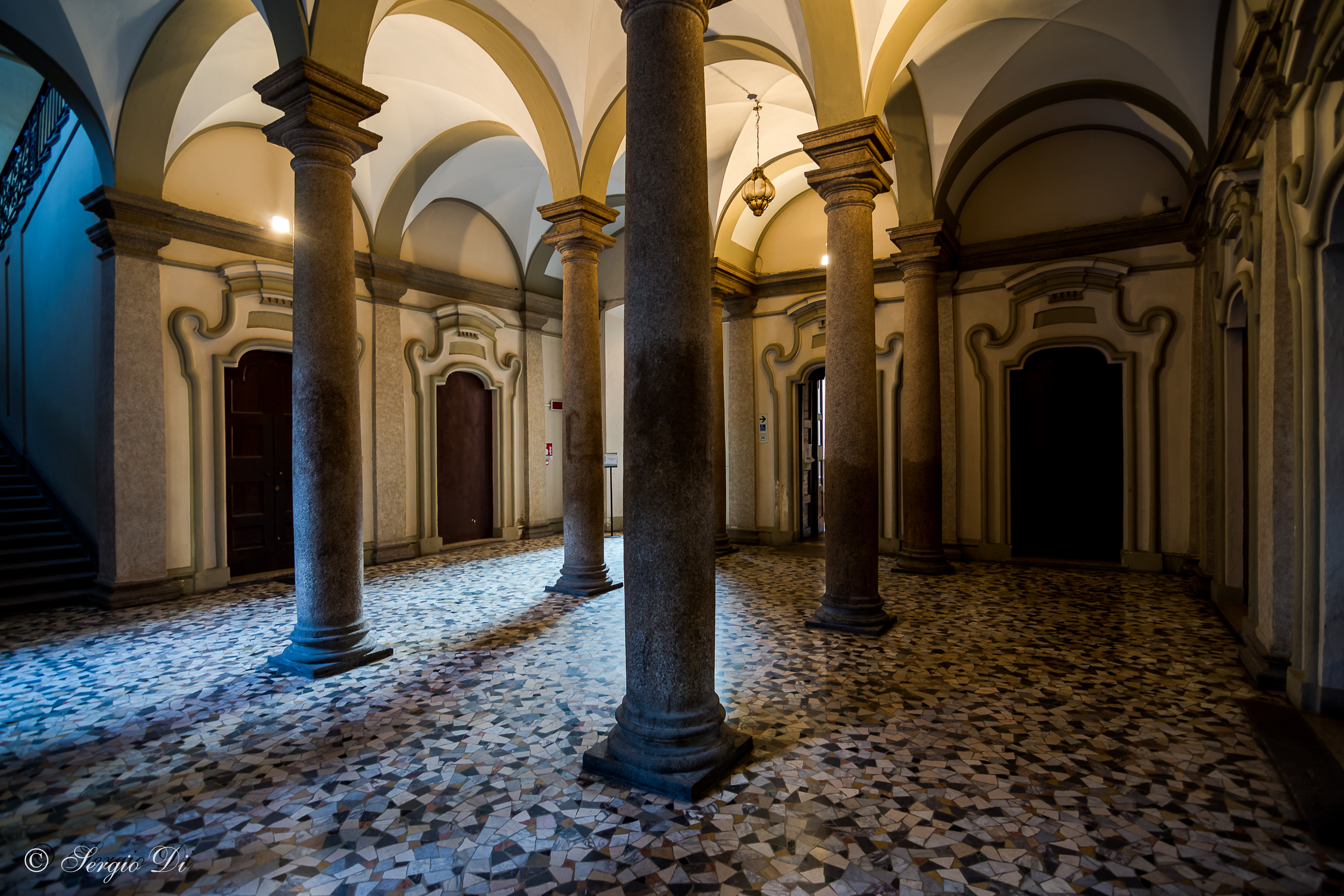
L'atrio
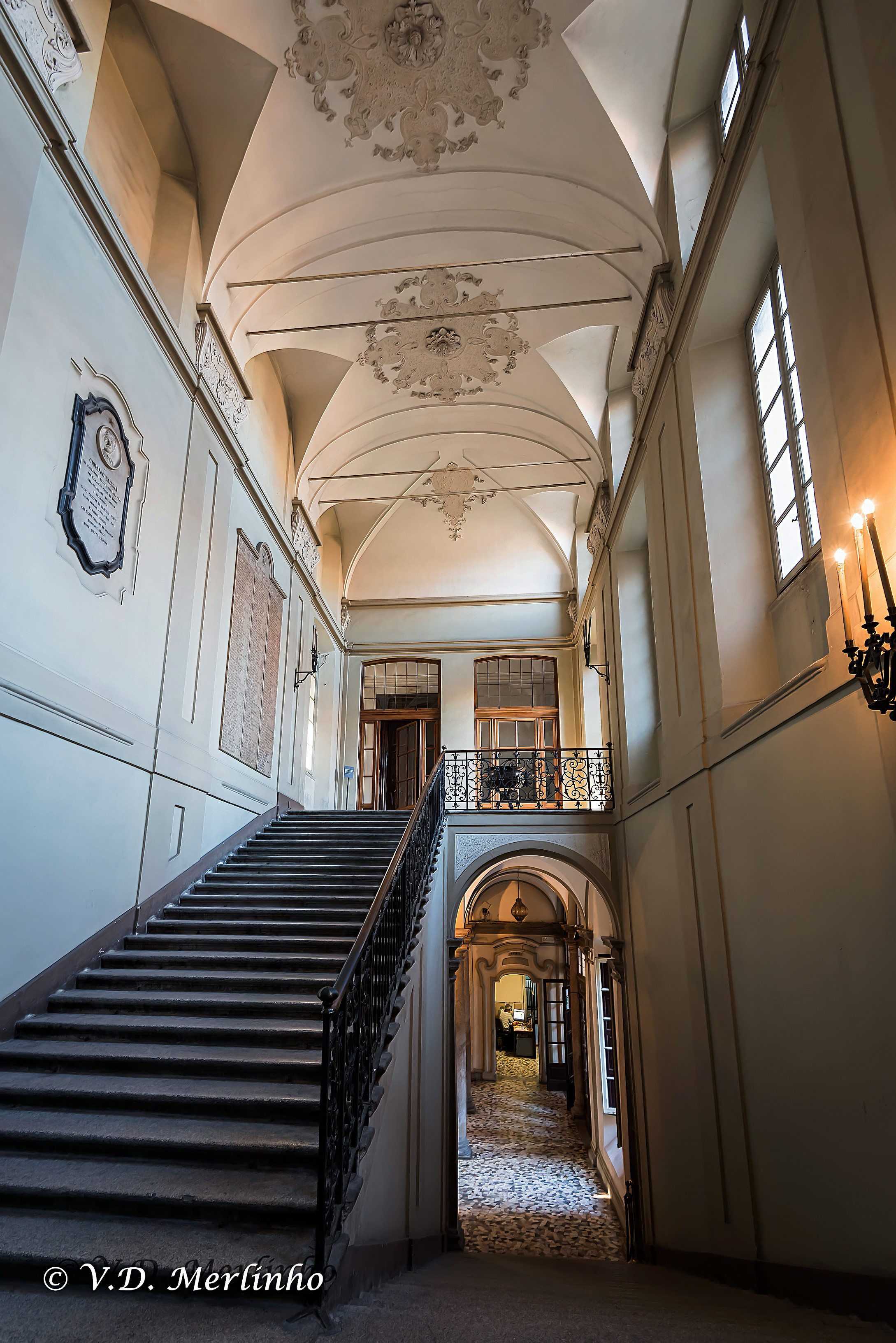
Lo scalone
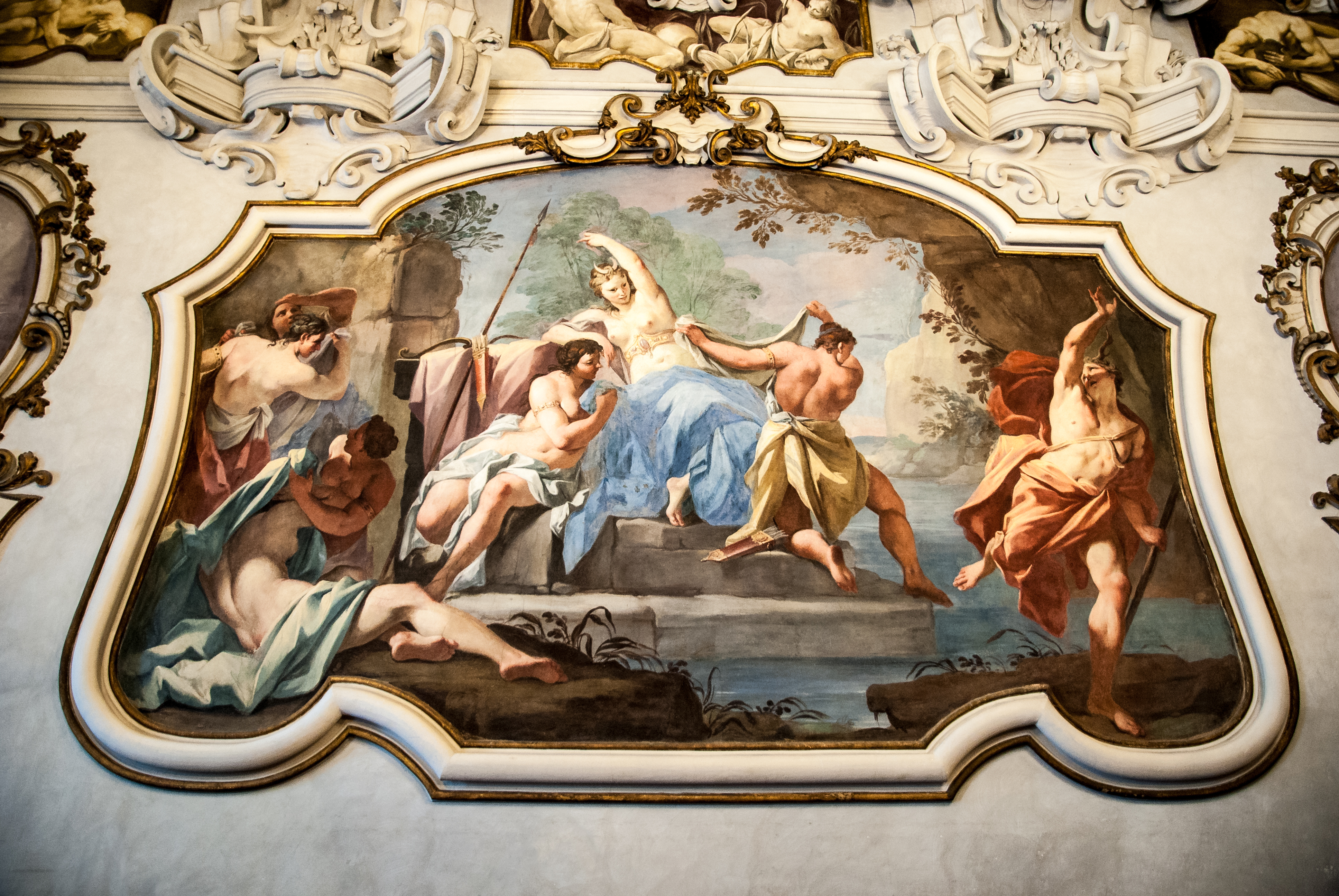
Giovanni Angelo Borroni, affreschi della sala da ballo
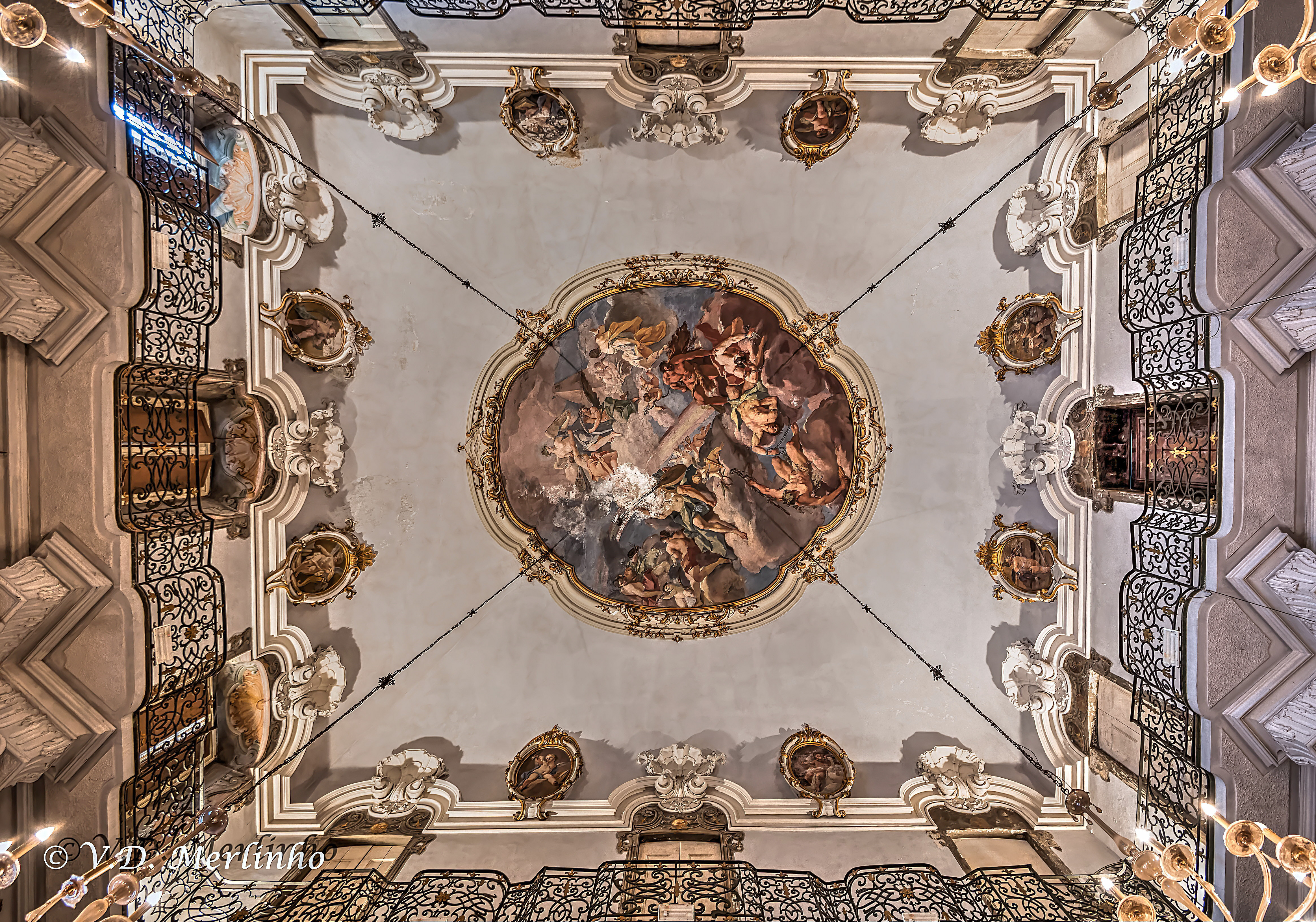
Giovanni Angelo Borroni, soffitto della sala da ballo
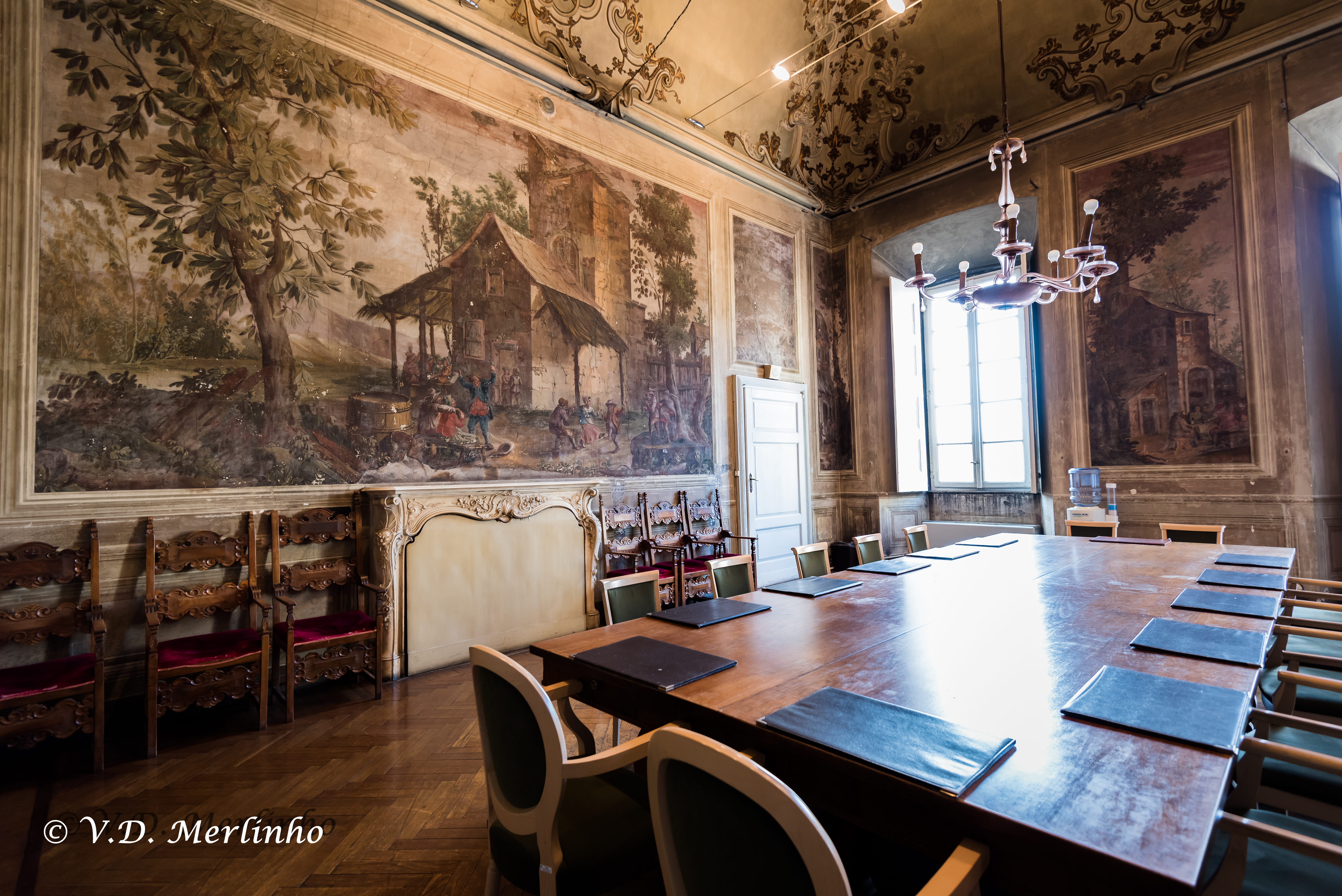
Una delle sale
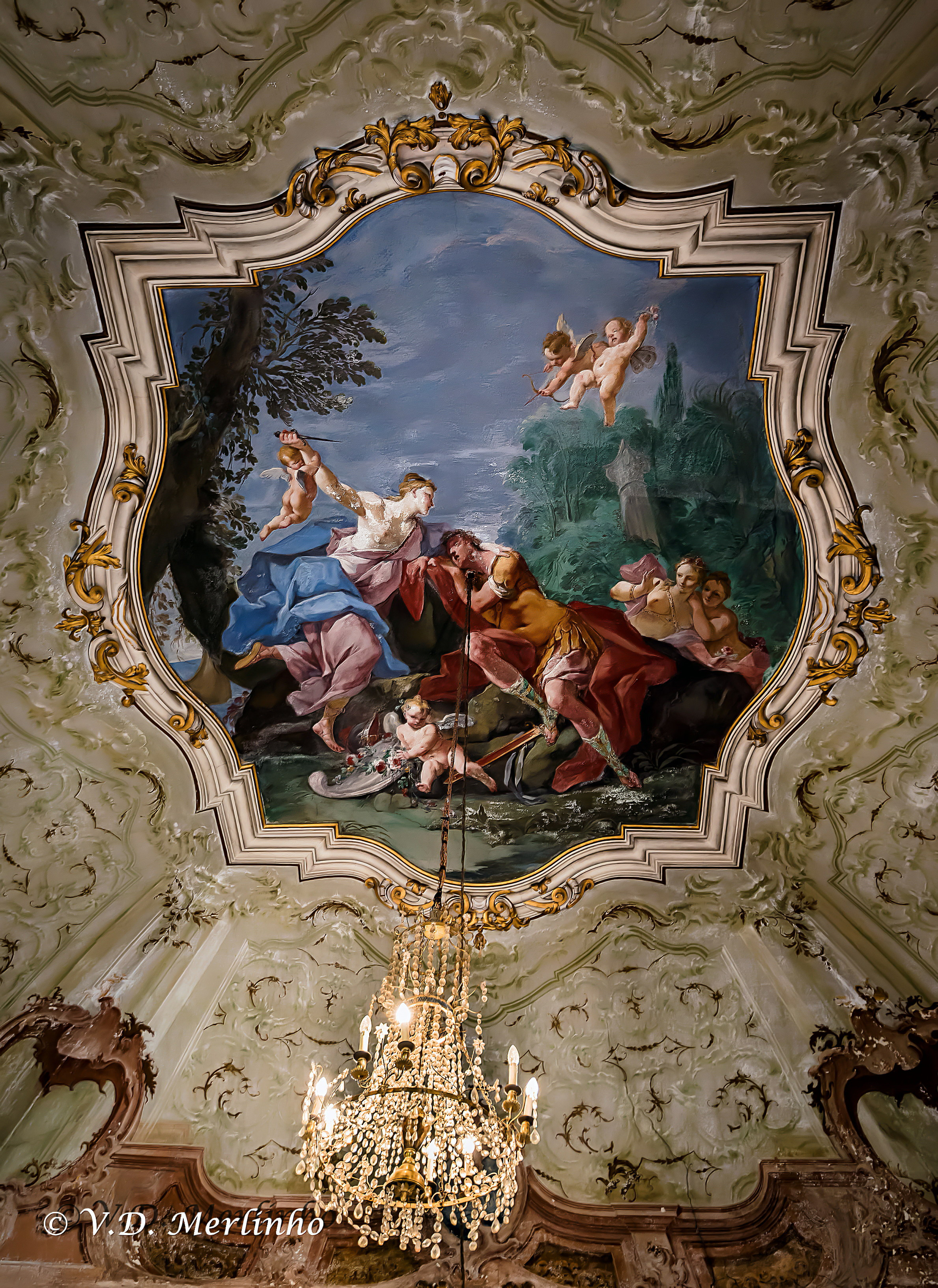
Uno dei soffitti
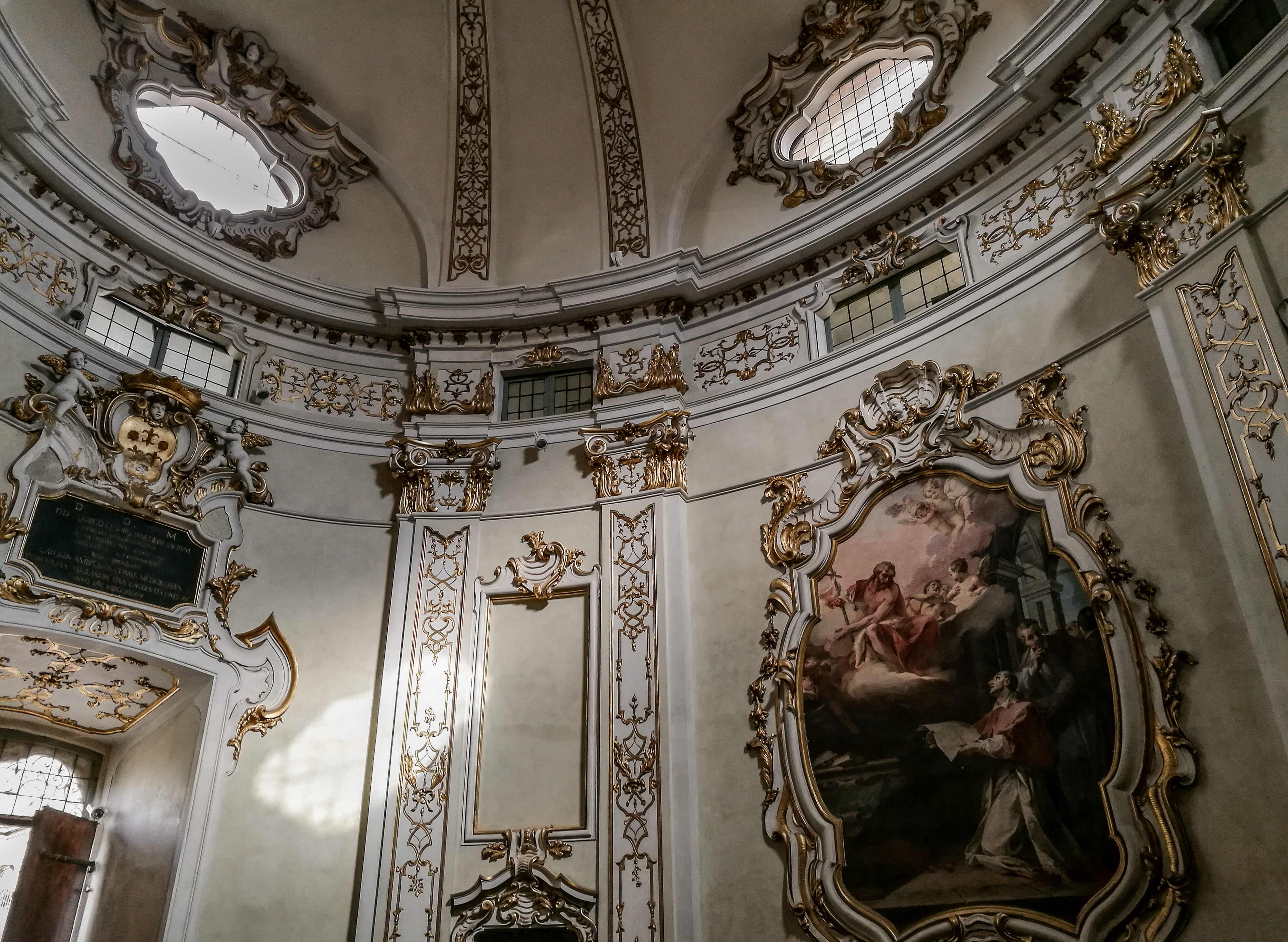
L'interno dell'oratorio, con gli affreschi di Pietro Antonio Magatti
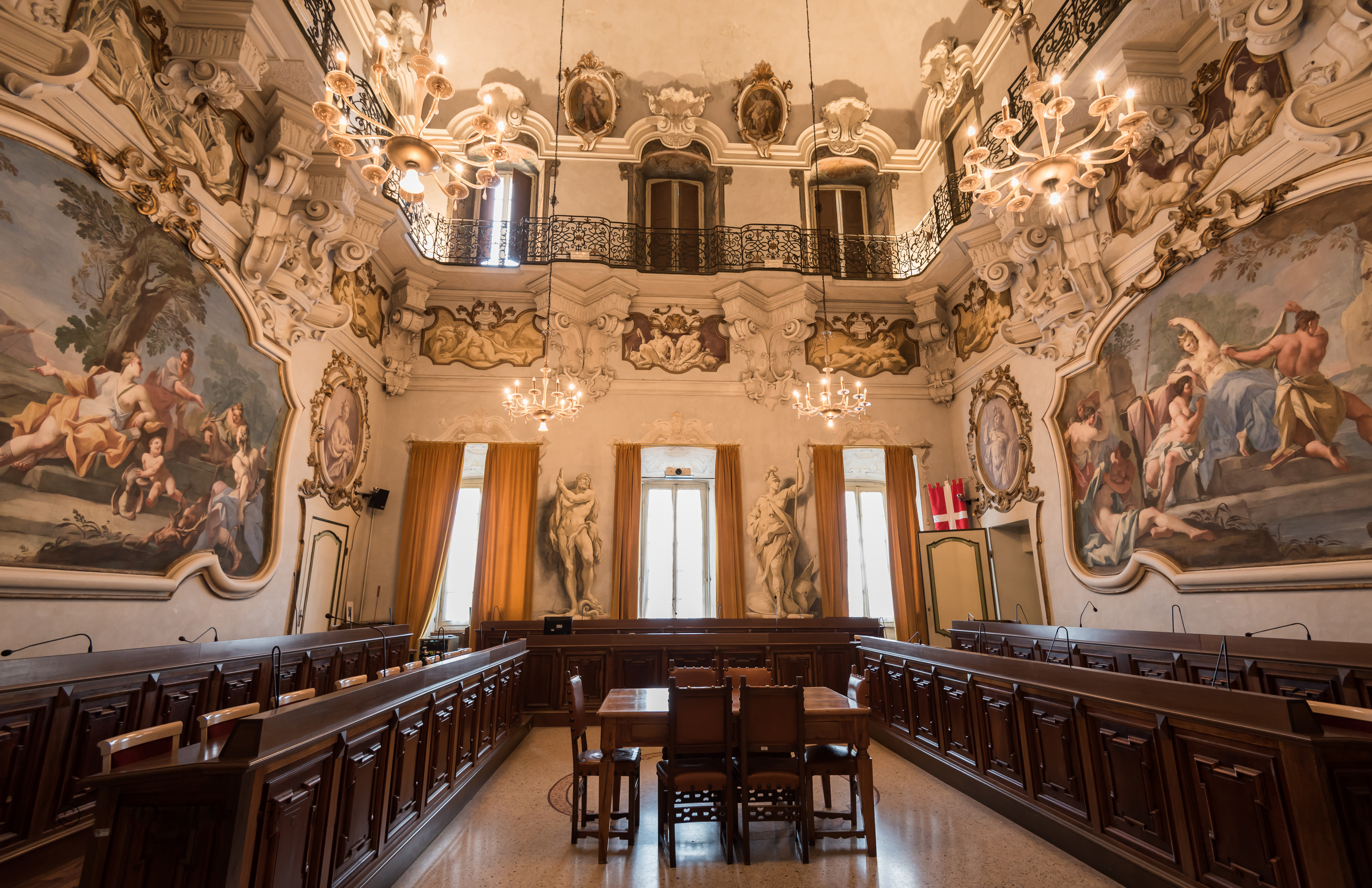
La sala da ballo con gli affreschi di Giovanni Angelo Borroni.
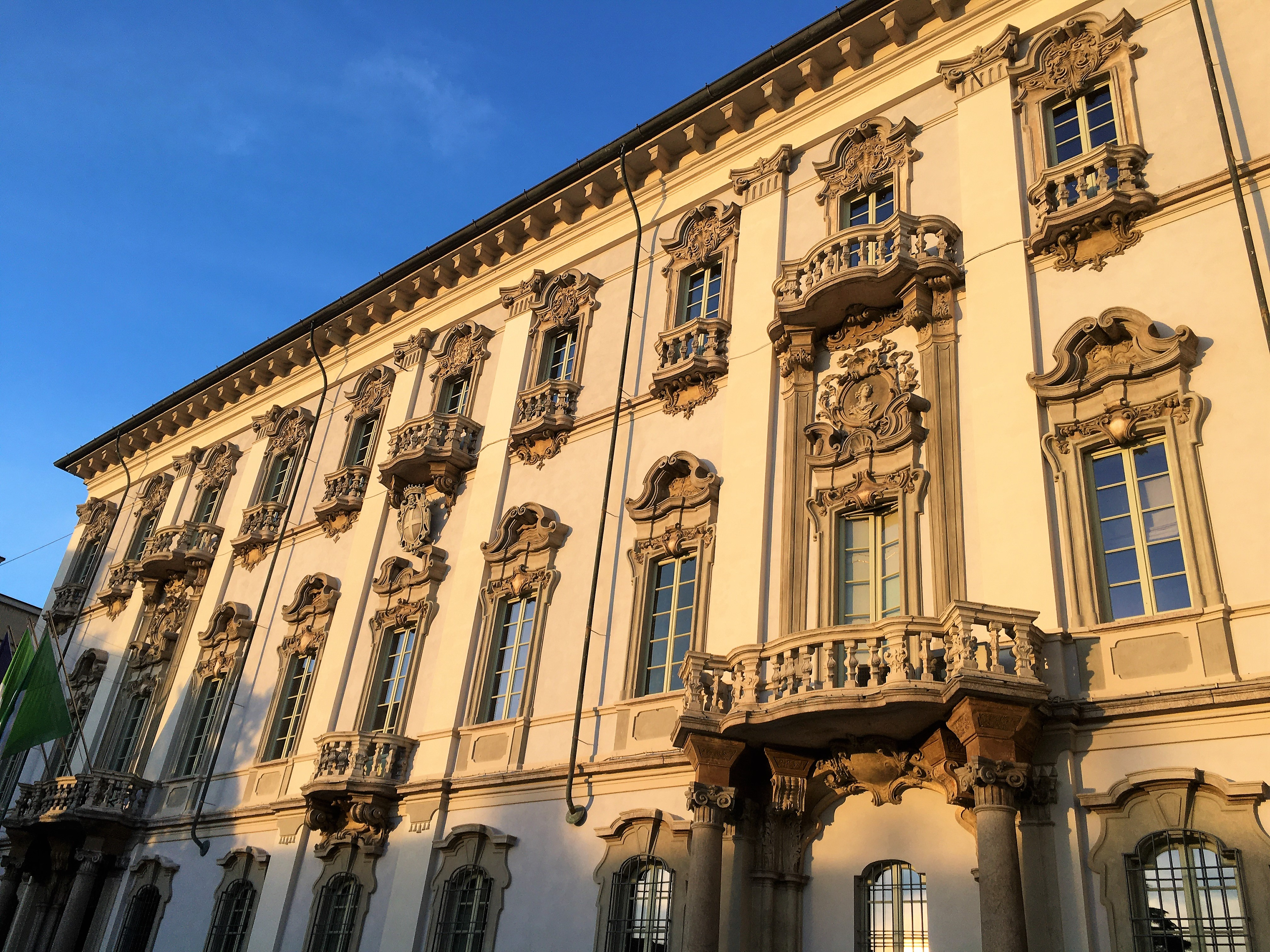
La facciata.